# 深海サウンドチャネル

チャネル軸付近に音源を設定した場合のDSCの音線図

深海サウンドチャネル（英語: deep sound channel, DSC）は、サウンドチャネルのうち、音速が極小となる深度が水温躍層と深海等温層の境界によって形成されているもの。SOFARチャネル（英: SOFAR channel）とも称される。

## 音速プロファイル

ハワイ諸島北方の太平洋の音速プロファイル。DSCは深度750メートルに出現している。

海中での音速に影響を与える物理特性は、気泡や微生物といった混入物を除けば、海水温・塩濃度・水圧という3つの基本量のみとされている。これを利用して、海中での音速は、深度を変数とする関数として定義でき、この音速-深度関数を音速プロファイルと称する。音速プロファイルは、下記のように、それぞれ異なる特性と成因をもついくつかの層に分けられる。
表面層（surface layer）
海面直下に位置しているため、熱交換や風の作用を受けやすく、音速は不安定である。雲で覆われたり風浪のある海域では、風や波により撹拌されて等温層を生じることがあり、これを混合層 (mixed layer) と称する。
水温躍層（thermal layer）
音速の負の勾配（水温および音速が深度とともに減少）に特徴がある。季節による影響を受けやすい（場合によっては表層と一体化して消滅する）季節水温躍層と、わずかしか影響を受けない主水温躍層に分けられる。
深海等温層（deep isothermal layer）
海水温は39 °F (4 °C)で一定であり、音速は圧力の影響を受けて、深度とともに増加する。

## 深海サウンドチャネル
上記のように、音速勾配（sound speed gradient）は主水温躍層では負の勾配、深海等温層では正の勾配をとることから、この境界で、音速が最小となる深度が存在する。中緯度海域では深度4,000フィート (1,200 m)、北極海では海面付近に認められる。この音速極小点は、音線（音の伝播経路）に対して一種のレンズのように働くため、この層のなかで放射されたエネルギーはチャネル内に留まり、海面や海底への反射による音響的損失を生じにくい。これを深海サウンドチャネルと称する。中程度の音響出力であっても、非常に長距離まで伝搬することができるという特性がある。
アメリカ海軍では、1940年代より海洋における音波伝搬の研究に着手し、音源の探知や位置極限に関する実験が行われた。深海サウンドチャネルは、この際にモーリス・ユーイング博士たちによって発見された。これを活用して、まず配備されたのがSOFAR（Sound Fixing and Ranging）システムであった。これは洋上で墜落した飛行士の捜索救難のためのシステムであり、着水した飛行士が爆発させた小さな爆弾 (Sofar bomb) の音をハイドロフォンで捉えて、三角測量によって飛行士を発見するというものであった。そしてまもなく、このシステムは対潜戦に応用されるようになり、最終的にSOSUSとして結実することになる。